# Keteleeria jezoensis
Keteleeria jezoensis là một loài thực vật hạt trần trong họ Pinaceae. Loài này được Flous mô tả khoa học đầu tiên năm 1936.